# Franck Montagny
Franck Montagny (Nascido em 5 de janeiro de 1978, em Feurs) é um automobilista francês. 

## Carreira

### Fórmula 1

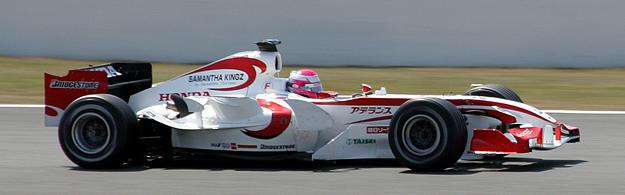
Montagny na Fórmula 1 em 2006.

Entrou na Fórmula 1 em 2006 pela equipe Super Aguri como substituto de Yuji Ide, porém após algumas corridas a equipe decide apostar em um outro japonês, Sakon Yamamoto, e Montagny fica na Fórmula 1 como piloto de teste da equipe japonesa. Em 2007, ele trabalhou na equipe Toyota, novamente como piloto de testes.

### Outras catetorias

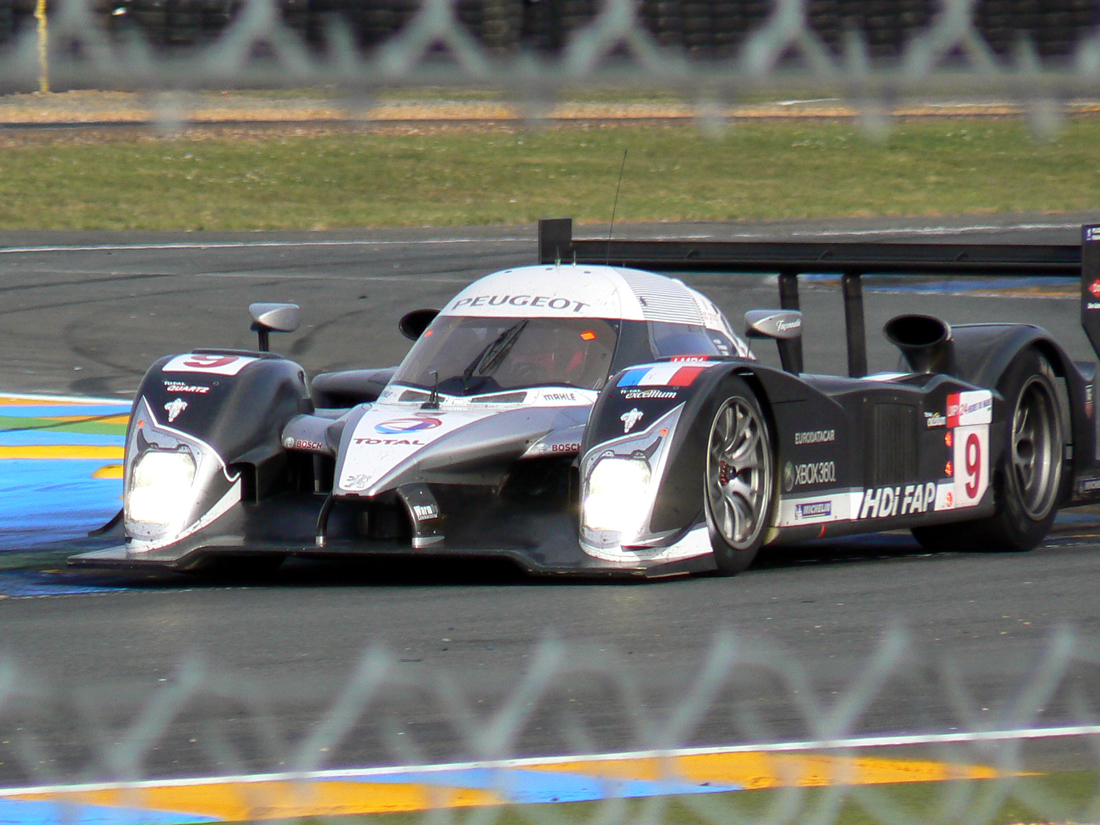
Montagny nas 24 Horas de Le Mans de 2008.

Disputou a American Le Mans Series em 1999 e 2000 e entre 2008 e 2011, a Formula 3000 Internacional em 1999 e 2000, a A1 Grand Prix em 2007-08, a IndyCar Series em 2008, 2009 e 2014, a Superleague Formula em 2010 e a Fórmula E em 2014-15